# Блокировка (техника)
Блокировка — изменение режима работы (вплоть до остановки) машины, прибора или устройства, вызванное внезапным нарушением нормальных условий их эксплуатации. Блокировка предотвращает ошибочные действия при управлении работой технического объекта. Осуществляется автоматически или вручную.
Для блокировки используются механические, электрические, оптические или магнитные датчики. После блокировки возврат машины в рабочее состояние часто требует перевода деталей машины в безопасное состояние.

Двуручная система управления прессом

Простейшим примером блокировки является двуручная система управления, требующая от оператора использовать обе руки для приведения машины в действие, например, одновременного нажатия двух разнесённых кнопок. Двуручное управление применяется в опасном оборудовании, например, в прессах и бумагорезательных машинах.